# Lepidopilum splendens
Lepidopilum splendens là một loài rêu trong họ Daltoniaceae. Loài này được Broth. mô tả khoa học đầu tiên năm 1920.